# Dinastia Lý anterior
La Dinastia Lý anterior (en vietnamita: nhà Tiền Lý) va ser una dinastia d'emperadors que va governar el Vietnam del 544 al 602. El seu fundador Lý Nam Đế és considerat tradicionalment com el primer emperador del Vietnam. Durant aquest període, el país s'anomenava Vạn Xuân (Deu mil anys de primavera) i tenia capital a Long Biên (a l'actual Hanoi).
És coneguda com a "Dinastia Lý anterior" per distingir-la de la "Dinastia Lý posterior", o només "dinastia Lý", fundada per Lý Thái Tổ i que regnaria entre el 1009 i el 1225.

## Ascens i expulsió
Durant el segle vi l'aristocràcia vietnamita es va anar distanciant de l'autoritat xinesa, tot i mantenir la cultura i models polítics xinesos. Paral·lelament, diversos líders indígenes van organitzar rebel·lions contra els xinesos, recalamant la independència. Tot i fracassar, aquestes revoltes van contribuir a augmentar la consciència nacional vietnamita.
Finalment, l'any 543 Lý Bí va liderar una revolta contra la dianstia Liang. Lý Bí pertanyia a una família benestant benestant xinesa que havia immigrat al país set generacions abans. Descontent amb les polítiques polítiques mandarines, va abandonar el seu càrrec a l'administració colonial i va començar a planificar la revolta que acabaria expulsant el governador xinès del Vietnam. Lý Bí es va proclamar emperador del Vietnam erigint-se en hereu de Zhao Tuo (Triệu Đà) amb la cort a Long Biên (Hanoi). Va canviar el seu nom per Lý Nam Đế (Emperador del Sud Lý) i el del seu regne per Vạn Xuân (Deu mil anys de primavera).
L'any 547 Lý Bí va ser assassinat, però el seu germà gran Lý Thiên Bảo i el seu principal general Triệu Việt Vương van succeir-lo com a coemperadors i van continuar oposant-se als xinesos. Lý Thiên Bảo es va retirar a les muntanyes per exercir el govern fins que emmalaltí i morí sense descendència el 555. Mentrestant Triệu Việt Vương va dur a terme una campanya de guerra de guerrilles molt efectiva contra els xinesos. Des de la seva base en una illa enmig d'un pantà emprenia atacs per sorpresa a les línies de subministrament enemigues, i va aconseguir guanyar el control del delta del Riu Roig.
Però un cosí dels Lý, Lý Phật Tự, va proclamar-se hereu al tron imperial i va desafiar Triệu Quang Phục. Les dues parts es van embrancar en una guerra civil fins que Triệu Quang Phục va oferir una treva per no debilitar més el nou regne. Van acordar dividir-se el territori de manera que el nord de Long Biên correspondria a Lý Phật Tự i el sud a Triệu Việt Vương.
El 571 Lý Phật Tự, que adoptaria el nom de Lý Nam Đế II, va trencar la treva i va atacar per sorpresa al seu rival. Sense estar preparat per un atac, les forces del sud van patir una derrota i Triệu Quang Phục es va suïcidiar.
El 602, la nova dinastia imperial xinesa dels Sui a enviar un exèrcit de 120.000 homes per recuperar el Vietnam. Creient que les seves forces no eren suficients per fer-hi front i pressionat pels buròcrates que volien evitar la confrontació, Lý Phật Tự va abdicar i el Vietnam va tornar a formar part de l'Imperi Xinès.

## Emperadors
- 542-548: Lý Bí, que adoptaria el nom de Lý Nam Đế (Emperador del Sud Lý).
- 548-555: Co-regnat entre Lý Thiên Bảo i Triệu Việt Vương.
- 555-571: Regnat de Triệu Việt Vương en soltitari.
- 571-602: Lý Phật Tự, que adoptaria el nom de Lý Nam Đế II